# 達拉斯城鎮區 (伊利諾伊州漢考克縣)
達拉斯城鎮區（英語：Dallas City Township）是位於美國伊利諾伊州漢考克縣的一個行政鎮區。

## 地方資料
根據2010年美國人口普查的數據，達拉斯城鎮區的面積為40.00平方千米，當中陸地面積為39.70平方千米，而水域面積為0.30平方千米。當地共有人口962人，而人口密度為每平方千米24.05人。